# Alfred von Wedel
Friedrich Wilhelm August Alfred Graf von Wedel (* 8. Mai 1833 in Osnabrück; † 23. Juni 1890 in Heidelberg), Königlich Hannoverscher Kammerherr, Schlosshauptmann und Reisemarschall des Königs Georg V. von Hannover.

## Herkunft
Sein Vater war Graf Carl von Wedel (auch: Wedel-Jarlsberg, * 6. Juni 1790 in Magdeburg; † 18. November 1853 in Hannover), ein Verwaltungsjurist, seit 1826 Direktor der Justizkanzlei zu Osnabrück, von 1837 bis 1846 Osnabrücker Landdrost und ab 1847 Kultusminister in Hannover. Seine Mutter war Freiin Wilhelmine von dem Bussche-Hünnefeld (* 10. Mai 1805 in Haus Steinhausen bei Halle (Westf.); † 21. Juni 1892 in Weimar), Staatsdame der Königin Marie von Hannover, Tochter von Clamor Graf von dem Bussche-Hünnefeld (1767–1822), Kurhannoverscher Kammerherr, Königlich Westfälischer Gesandter in Sankt Petersburg, Königlich Westfälischer Grafenstand ⚭ 3. Juni 1803 mit Mauritia von Dalwigk (1775–1805).

## Leben
Als Mitglied des Uradelsgeschlechtes der Grafen von Wedel war Friedrich Wilhelm August Alfred Graf von Wedel einer von vier Brüdern und der älteste von drei Brüdern aus der zweiten Ehe seines Vaters Carl Anton Wilhelm Graf von Wedel. Ostern 1848 wurde er zur dritten Klasse der Ritterakademie zu Lüneburg unter der Matrikel-Nummer 1135 zugelassen. Nach dem Abschluss der Ritterakademie durchlief von Wedel eine Laufbahn zum Offizier in der Hannoverschen Armee, in der er bis zum Premierleutnant aufstieg.
1860 heiratete der spätere Kammerherr von Wedel Emilie Stieglitz (* 1836).
Nach der Entlassung des wegen Untreue angeklagten Hofmarschalls Ernst von Hedemann übertrug König Georg V. seinem Premierleutnant Alfred Graf von Wedel 1862 die zuvor von von Hedemann ausgeführten Dienste, ohne dass von Wedel jedoch einen Titel hierfür erhielt, wie beispielsweise Mundschenk. Anfangs zunächst nur auf Probe am königlichen Hof für 6 Monate angestellt „[...] behuf Erwerbung der nöthigen Kenntnisse“, unterstand von Wedel dann die Planung der Hofdienste der aus dem Bürgertum stammenden Dienerschaft sowie die Bewirtung bei Hofe. Zudem hatte von Wedel die Aufsicht inne über Haushaltsangelegenheiten, etwa die Finanzen für und die Bestellung von Speisen und Getränken, und insbesondere die Organisation der königlichen Reisen. Alfred Graf von Wedels direkter Vorgesetzter war der Oberhofmarschall Baron Carl Otto Unico Ernst von Malortie, der „die gehörige Festigkeit sowohl nach Oben wie nach unten“ des bei Amtsantritt erst 29-jährigen von Wedels bezweifelte. So war von Wedel anfangs nicht dieselbe Kompetenzfülle wie von Hedemann übertragen worden. Er musste anfangs sämtliche Belege über Ausgaben und Etats dem Oberhofmarschall von Malortie vorlegen, „bevor sie an die Kronkasse zur Auszahlung“ kamen.
Trotz solcher anfänglicher Skepsis wurde Graf von Wedel am 9. Dezember 1862 zum Schlosshauptmann und Reisemarschall ernannt. Für diese Stellung wurde der kaum mit eigenem Vermögen ausgestattete von Wedel mit einer Besoldung von 1200 Talern entlohnt, was keine Lebensstil-Führung auf hohem Niveau zuließ. Aufgrund des «großen Vermögens» seiner Ehefrau Emilie geb. Stieglitz konnte sich Alfred Graf von Wedel die nach ihm benannte und 1863 von dem Architekten Edwin Oppler unter der damaligen Adresse Parkstraße 1 in der Residenzstadt Hannover errichtete Villa Wedel leisten. Der gegenüber der Villa Solms errichtete Bau wurde später nach seinem neuen Besitzer Herhold benannt.
Im Juni 1867 befand sich Alfred zusammen mit seiner Mutter, die noch immer als Staatsdame bei der ehemaligen Königin Marie tätig war und seinem Bruder Ernst, der als Stallmeister fungierte, in Hietzing bei Wien, wohin der entthronte König Georg V. von Hannover geflüchtet war. Alfred Graf Wedel gehörte auf Grund seines Amtes als Schlosshauptmann mindestens bis 1867 zum engsten Umfeld des Königs, was auch dessen Briefe belegen. Über den Hof in Hietzing sagt er: „Hier sagt jeder vom Anderen, er sei ein Schurcke, ein Fremder muß daher glauben, daß wir alle Schurcken seien“. Die Aussage ist vor dem Hintergrund zu verstehen, dass Georg V. versuchte, in den ersten Jahren nach der Niederlage gegen Preußen die europäische Großmächte mit allen Mitteln dazu zu bewegen, einen Rachefeldzug gegen Preußen zu starten. Darauf reagierte Preußen natürlich. So wurde «Graf Alfred von Wedel, Schlosshauptmann des ehemaligen Königs von Hannover» zusammen mit sechs weiteren ehemaligen Offizieren der hannoverschen Armee am 1. November 1867 vom königlichen preußischen Kammergericht für das Staatsverbrechen wegen Hochverrat angeklagt, «im Imlande bzw. im Auslande als königlich preußische Untertanen im Jahr 1867 eine Verschwörung eingegangen zu sein, zu dem Zwecke die königliche preußische Provinz Hannover vom preußischen Staat loszureißen». Da die Angeklagten sich außerhalb der richterlichen Gewalt befanden, wurden sie aufgefordert, sich zu stellen. Alfreds Bruder Erhard, ehemaliger Flügeladjutant des Königs von Hannover, gehörte aus Sicht der Preußen auch zu den welfischen Agitatoren. Denn er wurde im Juli 1870 im Vorfeld des Deutsch-Französischen Kriegs «zusammen mit einigen andere Herren in Hannover» auf Veranlassung von Otto von Bismarck verhaftet,«um sie vor sich selbst zu schützen».

## Familie
Alfred von Wedel heiratete 1860 Emilie Stieglitz (* 15. Mai 1836 in Hannover; † 5. April 1908 in Beaulieu-sur-Mer), eine Tochter des Capitains Wilhelm Adolf Stieglitz (1796–1844) und der Wilhelmine Christiane von Brandis (1804–1893). Das Paar hatte vier Kinder, von denen drei im Kleinkindesalter starben und weiterhin die Tochter Olga Klara Dorothea Emilie (* 6. Oktober 1872; † 14. Juli 1926 in Beaulieu-sur-Mer).

## Fotografien
Im Landesarchiv Hannover existiert ein Fotoalbum Album mit 104 Porträts von Persönlichkeiten des hannoverschen Hofes und der hannoverschen Gesellschaft aus der Zeit 1860 – 1866, darunter ein Foto der vier Brüder (bzw. Halbbrüder) Erhard (* 1828), Alfred (* 1833), Oskar (* 1835) und Ernst (* 1838) Grafen von Wedel.